# エドワード・メイヤー
エドワード・メイヤー（エドワードマイヤー、ドイツ語: Ed Meier）とは1596年に当時の神聖ローマ帝国（現在のドイツ・ミュンヘン）で設立された高級老舗革靴メーカーである。
現存する革靴メーカーとしては最古であり、ペドフォームラストと呼ばれる人体力学に基づいた左右非対称のラストを独自に開発した。
古くはビスポークシューズのみを取り扱っていたが、近年になって既製靴も手掛けるようになった。
現在はタン裏の色でランク分けされている。なおビスポークは2004年以降受け付けていない。

## ランク
レッドタン
最高級ラインでありハンドソーンウェルト製法によって作られる。
グリーンタン
レッドタンに次ぐラインで、グッドイヤーウェルト製法によって作られる。
パープルタン
グリーンタンの廉価版でグッドイヤーウェルト製法によって作られる。
ブルータン
パープルタンと並ぶグッドイヤーウェルト製法によって作られる履き心地を追求したモデル。